# Bolko II van Schweidnitz
Bolko II van Schweidnitz ook bekend als Bołeslaw en bijgenaamd de Korte (circa 1312 - Schweidnitz, 28 juli 1368) was vanaf 1326 hertog van Schweidnitz, vanaf 1346 hertog van Jauer en Neustadt, vanaf 1364 markgraaf van Neder-Lausitz, vanaf 1358 hertog over de helft van Brieg en Ohlau, vanaf 1359 hertog van Siewierz en vanaf 1360 hertog over de helft van Glogau en Steinau. Hij behoorde tot de Silezische tak van het huis Piasten.

## Levensloop
Bolko was de oudste zoon van hertog Bernard II van Schweidnitz en diens echtgenote Cunegonde, dochter van koning Wladislaus de Korte van Polen. In 1338 huwde hij met Agnes van Habsburg, dochter van hertog van Oostenrijk Leopold I van Habsburg. Het huwelijk bleef echter kinderloos.
Na de dood van zijn vader in 1326 werden Bolko en zijn jongere broer Hendrik II gezamenlijk hertog van Schweidnitz. Zolang beide broers nog minderjarig waren, werd het regentschap uitgeoefend door hun ooms Hendrik I en Bolko II. Na het overlijden van zijn jongere broer Hendrik II in 1343 bleef Bolko als enige hertog van Schweidnitz over. Toen zijn oom Hendrik I in 1346 zonder mannelijke nakomelingen stierf, erfde hij eveneens het hertogdom Jauer. 
Hoewel bijna alle Silezische hertogdommen leen van het koninkrijk Bohemen waren geworden, slaagde Bolko II erin om de zelfstandigheid van zijn domeinen te bewaren en breidde hij gedurende zijn bewind zelfs zijn domeinen uit. Zo kreeg hij in 1358 van koning Karel I van Bohemen, onder de naam Karel IV bovendien keizer van het Heilige Roomse Rijk, de helft van de hertogdommen Brieg en Ohlau toegewezen. Een jaar later, in 1359, kreeg hij van Karel I dan weer de hertogdommen Pitschen en Kreuzburg toegewezen.
Hoewel Karel in 1344 samen met zijn vader, koning Jan de Blinde van Bohemen, Schweidnitz belegerde en Landeshut kon veroveren, ondersteunde Bolko in 1348 de vrede van Namslau tussen Karel en koning Casimir III van Polen. Nadat Karel IV en Bolko II zich verzoend hadden, huwde Karel in 1353 met Bolko's nicht Anna, de enige dochter van zijn jongere broer Hendrik II. Omdat Bolko kinderloos bleef, werden Anna en haar nakomelingen als de erfgenamen van Schweidnitz-Jauer beschouwd. Door het huwelijk was ook de erfopvolging van het koninkrijk Bohemen verzekerd. In 1360 gaf Karel IV Bolko de helft van de hertogdommen Glogau en Steinau en nadat Anna de langverwachte troonopvolger van Bohemen had gebaard, kreeg Bolko in 1361 ook de districten Kanth, Reichenstein en Zobten toegewezen. 
Met de financiële hulp van Bolko kon Karel IV voor 31.000 mark het markgraafschap Neder-Lausitz overkopen, waarna Bolko het markgraafschap op 1 november 1364 verdragsrechtelijk overnam. Hierdoor nam Bolko's macht beduidend toe.
In juli 1368 overleed Bolko II, waarna hij werd bijgezet in de kerk van de Abdij van Grüssau. Nadat in deze abdij tussen 1735 en 1747 een vorstenkapel werd gebouwd, werd zijn sarcofaag naar daar overgebracht. Het hertogdom Schweidnitz ging na zijn dood naar zijn weduwe Agnes, die Schweidnitz tot aan haar eigen dood in 1392 bestuurde. De rest van zijn bezittingen en in 1392 ook Schweidnitz gingen erfrechtelijk naar het koninkrijk Bohemen.